# Revaz Baadurovics Csomahidze
Revaz Baadurovics Csomahidze (oroszul: Реваз Баадурович Чомахидзе, Moszkva, 1973. december 15. –) olimpiai ezüst- és bronzérmes orosz válogatott grúz vízilabdázó.

## Sportpályafutása

### Klubcsapatokban
Pályafutását a Dinamo Tbilisziben kezdte, ahol 1987 és 1993 között vízilabdázott, miközben a Tbiliszi Állami Egyetemen végezte felsőfokú tanulmányait. 1993-ban külföldre szerződött és az olasz Rari Florentina játékosa lett. Négy év után visszatért hazájába és újra a Tbilisziben játszott, miközben a Moszkvai Állami Egyetem hallgatója volt. 2000-ben újra Olaszországba, a Pro Recco csapatához igazolt. Egy idényt töltött csak a klubnál, majd Horvátországba, a Mladost Zagrebben folytatta pályafutását. Az Ozren Bonačić által irányított csapatban három ott töltött idénye alatt kétszer nyert bajnoki címet. 2004-ben visszatért Oroszországba, és a nem sokkal korábban alapított Sturm Csehov játékosa lett. 2009 nyarán fejezte be pályafutását.

### A válogatottban
Részt vett az 1989-es ifjúsági Európa-bajnokságon, ahol a szovjetek az 5. helyen zártak. 1997-ben hívták meg először az orosz válogatottba. 1998-ban részt vett a Jóakarat játékokon. A 2000-es olimpián ezüstérmet, négy évvel később pedig bronzérmet nyert az ötkarikás játékokon. Utóbbi tornán a görögök ellen 6–5 arányban megnyert bronzmérkőzésen négy gólt szerzett. Az ezt követő években is a válogatott tagja maradt, miközben egy interjúban, ahol magát Európa legjobb játékosának nevezte, kijelentette, hogy a 2008-as olimpia után befejezi pályafutását. Mindezek után nagy visszhangot keltett, amikor 2007 februárjában lemondta a válogatottságot és nem vett részt a Melbourne-i világbajnokságon. 2009 augusztusában a grúz válogatott színeiben játszott a luganói B-csoportos Európa-bajnokságon, majd visszavonulását követően a grúz válogatottak felkészítéséért és irányításáért felelt.

## Sikerei, díjai
Mladost Zagreb
- Horvát bajnok: 2002, 2003
- Bajnokok Ligája, 3. hely: 2003

Sturm Csehov
- Orosz bajnok: 2005, 2006, 2008, 2009
- LEN-kupa-győztes: 2008